# Wapen van Serooskerke (Schouwen-Duiveland)

Wapen van Serooskerke

Het wapen van Serooskerke werd op 2 oktober 1821 bevestigd door de Hoge Raad van Adel aan de Zeeuwse gemeente Serooskerke. Per 1961 ging Serooskerke op in de gemeente Westerschouwen. Het wapen van Serooskerke is daardoor definitief komen te vervallen als gemeentewapen. Het wapen van Serooskerke werd opgenomen in het wapen van Westerschouwen. Na opheffing van die laatste gemeente in 1997 maakt Serooskerke nu deel uit van gemeente Schouwen-Duiveland.

## Blazoenering
De blazoenering van het wapen luidde als volgt:
Van lazuur, beladen met 3 hondenkoppen van goud.
De heraldische kleuren zijn lazuur (blauw) en goud (goud of geel). In het register van de Hoge Raad van Adel zelf wordt geen beschrijving gegeven, slechts een afbeelding.

## Verklaring
Het wapen van Serooskerke is in deze vorm gelijk aan het wapen van Serooskerke op Walcheren.
 Een eerder wapen van zilver met drie rode hondenkoppen, dat in de 17e eeuw gevoerd werd, was bevestigd op 31 juli 1817 maar was vervallen aangezien de gemeente Serooskerke de leges niet betaalde. Het wapen is afgeleid van het familiewapen van het geslacht Van Tuyll van Serooskerken. De kleuren van dat wapen zijn zilver en rood. De kleuren die in 1821 aan het gemeentewapen werden toegekend zijn de rijkskleuren van Nederland.

## Vergelijkbare wapens

Wapen van geslacht Van Tuyll van Serooskerken
Wapen van Westerschouwen
Wapen van Serooskerke (Veere)

Aagtekerke
· Aardenburg
· Arnemuiden
· Axel
· Baarland
· Bath
· Biervliet
· Biggekerke
· Bloois
· Bommenede
· Borssele
· Boschkapelle
· Botland
· Breskens
· Brigdamme
· Brijdorpe
· Brouwershaven
· Bruinisse
· Burgh
· Buttinge
· Cadzand
· Clinge
· Colijnsplaat
· Domburg
· Dreischor
· Driewegen
· Duiveland
· Duivendijke
· Elkerzee
· Ellemeet
· Ellewoutsdijk
· Eversdijk
· Gapinge
· Graauw en Langendam
· 's-Gravenpolder
· Grijpskerke
· Groede
· Haamstede
· 's-Heer Abtskerke
· 's-Heer Arendskerke
· 's-Heer Hendrikskinderen
· 's-Heerenhoek
· Heille
· Heinkenszand
· Hengstdijk
· Hoedekenskerke
· Hoek
· Hontenisse
· Hoofdplaat
· Hoogelande
· IJzendijke
· Kapelle
· Kats
· Kattendijke
· Kerkwerve
· Klaaskinderkerke
· Kleverskerke
· Kloetinge
· Koewacht
· Kortgene
· Koudekerke
· Krabbendijke
· Kruiningen
· Looperskapelle
· Maire
· Mariekerke
· Meliskerke
· Middenschouwen
· Nieuw- en Sint Joosland
· Nieuwerkerk
· Nieuwerkerke
· Nieuwlande
· Nieuwvliet
· Nisse
· Noordgouwe
· Noordwelle
· Oostburg
· Oosterland
· Oostkapelle
· Oost-Souburg
· Oost- en West-Souburg
· Ossenisse
· Oud-Vossemeer
· Oudelande
· Ouwerkerk
· Overslag
· Ovezande
· Philippine
· Poortvliet
· Renesse
· Rengerskerke en Zuidland
· Retranchement
· Rilland
· Rilland-Bath
· Ritthem
· Sas van Gent
· Scherpenisse
· Schoondijke
· Schore
· Serooskerke (Schouwen-Duiveland)
· Serooskerke (Veere)
· Sinoutskerke en Baarsdorp
· Sint Anna ter Muiden
· Sint-Annaland
· Sint Jansteen
· Sint Kruis
· Sint Laurens
· Sint-Maartensdijk
· Sint Philipsland
· Sirjansland
· Sluis
· Sluis-Aardenburg
· Stavenisse
· Stoppeldijk
· Valkenisse (Walcheren)
· Valkenisse (Zuid-Beveland)
· Vogelwaarde
· Vrouwenpolder
· Waarde
· Waterlandkerkje
· Wemeldinge
· West-Souburg
· Westdorpe
· Westenschouwen
· Westerschouwen
· Westkapelle
· Westkapelle-Buiten en Sirpoppekerke
· Westkerke
· Wissekerke
· Wissenkerke
· Wolphaartsdijk
· Yerseke
· Zaamslag
· Zierikzee
· Zonnemaire
· Zoutelande
· Zuiddorpe
· Zuidzande
· Zwake

Dorpswapens: Geersdijk
· Hansweert
· Kamperland